# Mike Enzi
Michael „Mike” Bradley Enzi (ur. 1 lutego 1944 w Bremerton, zm. 26 lipca 2021 w Loveland) – amerykański polityk, senator ze stanu Wyoming (wybrany w 1996 i ponownie w 2002, 2008, 2014), członek Partii Republikańskiej.
Nie starał się o reelekcję w 2020. Został zastąpiony przez Cynthię Lummis z Partia Republikańskiej.
Sześć miesięcy po przejściu na emeryturę w Senacie, Enzi miał wypadek rowerowy, po którym miał uszkodzony kręgosłup oraz złamane kilka żeber. Zmarł trzy dni później w szpitalu w Loveland w stanie Kolorado w wieku 77 lat.